# تست قند خون
گلوکز یک کربوهیدرات ۶ کربنه و از دسته آلدوزها، مهم‌ترین و اصلی‌ترین کربوهیدرات بدن است. گلوکز پس از جذب در بدن می‌تواند ۳ راه را طی نماید: ۱- تولید انرژی با تبدیل به دی‌اکسید کربن و آب ۲- ذخیره شدن در بدن به صورت گلیکوژن ۳- تبدیل به آمینو اسید، پروتئین یا کتواسید. در عین حال: اولین منبع تولید انرژی در بدن انسان است که با استفاده از رژیم غذایی، گلیکوژن موجود در بدن، منابع غیر کربوهیدراتی شامل اسیدهای آمینه، گلیسرول، لاکتات و … تأمین می‌شود. غلظت گلوکز در خون به وسیله سیستم‌های هورمونی تنظیم می‌شود. مونوساکاریدها از جمله گلوکز توسط جریان خون از طریق سیستم پورت به کبد حمل می‌شود. در آن جا به وسیله آنزیم‌های کبدی، مونوساکارید‌های غیر گلوکزی به گلوکز تبدیل شده، سپس گلوکز با ATP واکنش می‌دهد و این ترکیب وارد مسیرهای متابولیک می‌شوند.

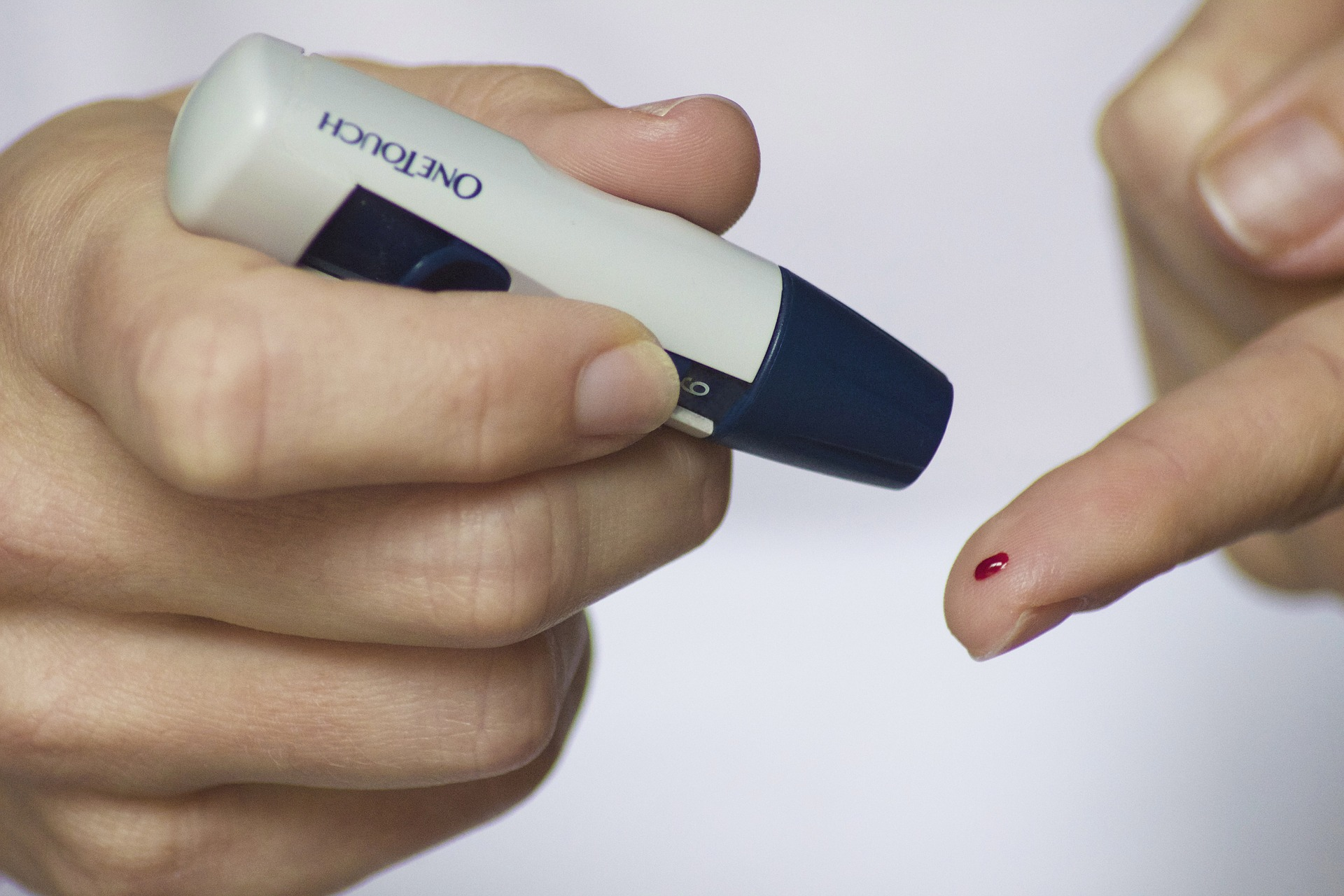
Testing blood sugar levels

## معرفی آزمایش، کاربرد بالینی
به‌طور معمول ارزیابی دقیق گلوکز خون در حالت ناشتا یکی از ملاک‌های تشخیص دیابت می‌باشد. با این حال افرادی که به عنوان «حد واسط» مطرح می‌شوند امکان دارد گلوکز خون ناشتای طبیعی نشان دهند. در صورتی که انتظار دیابت از فردی داشته باشیم آزمایش تحمل به گلوکز می‌تواند تشخیص را تایید نماید. موارد کاربرد این آزمایش عبارتند از: هر نوع افزایش جذب گلوکز خون مخصوصاً جذب روده‌ای، ناهنجاری‌های اندوکرین، ترومای شدید، MI، استروئید درمانی خوراکی، سوختگی، عفونت، شوک، نقص آنزیمی، ارزیابی اسیدوز و کتواسیدوز، کوما، هیپوگلیسمی، نوروگلیکوپنی، اندازه‌گیری گلوکز پلاسما در پایش درمان دیابتیک‌ها و ارزیابی انسولینمیا کاربرد دارد.

## اساس روش متداول
گلوکز - اکسیداز (روش آنزیماتیک - Fixed Time)
در روش دستگاهی:
C˚ ۳۷ به مدت ۱۰ دقیقه
C˚ ۲۵–۲۰ به مدت ۲۰ دقیقه
روش اصلاح شده trinder برای گلوکز اکسیداز پیشنهاد شده (اتوماتیکی) که به دلیل غیرقابل برگشت بودن واکنش PAP و فنل باعث عدم تداخل واکنش شناساگرها با واکنش گلوکز اکسیداز می‌شود.
یکی از معروف‌ترین مواد رنگی استفاده شده در این واکنش محلول Trinder’s است. استفاده از ۲ و ۴ دی کلرو فنل سولفونه به جای فنول باعث افزایش حساسیت آزمایش به میزان چهار برابر می‌گردد. روش گلوکز اکسیداز هم به صورت دستی و هم دستگاهی قابل انجام است.
روش اصلاح شده Trinder برای گلوکز اکسیداز به دلیل غیرقابل برگشت بودن واکنش PAP و فنول باعث عدم تداخل واکنش شناساگرها با واکنش گلوکز اکسیداز می‌شود.

## روش مرجع
روش آنزیماتیک هگزوکیناز (به عنوان روش مرجع در سرم یا پلاسما مطرح می‌باشد)

## روش ارجح
گلوکز اکسیداز (روش آنزیماتیک)
روش‌های دیگر: هگزوکیناز (متد UV), O - Toluidine
به‌طور کلی سه روش برای اندازه‌گیری گلوکز در مایعات بدن وجود دارد:
1. روش‌های اکسیداسیون احیا (احیا قلیایی مس: فولن‌وو - بندیکت، شافر هارتمن - سوموژی، نلسون سوموژی، واکنش رنگی نئوکوپرین، احیا قلیایی آهن، Hangedorn - Jensen، فروسیانید و …)
2. روش تغلیظ (condensation) با (فنل‌ها، آمین‌های آروماتیک و …)
3. روش آنزیماتیک: (گلوکز اکسیداز کالریمتریک، هگزوکیناز و …)

نوع نمونه قابل اندازه‌گیری: خون، سرم، پلاسمای هپارینه یا EDTA
واکنش تداخلی: آسپارژیناز، اگونیست‌های β آدرنرژیک، کافئین، کالسی تونین، کورتیکوستروئید‌ها، ACTH و … (در محیط invivo)، ۲- دکسی گلوکز، هیدروکسی اتیل، نشاسته (در روش بیوشیمیایی invivo)
```
 mmol / L mg / dl
```

۱ روزه ۳/۲–۲/۲* ۶۰–۴۰
بیش از ۱ روز ۴/۴–۸/۲ ۸۰–۵۰
کودکان ۶/۵–۳/۳ (۰۵۵۵/۰) × ۱۱۰–۶۰
بزرگسالان ۹/۵–۱/۴ ۱۰۶–۷۴
۶۰ الی ۹۰ سال ۴/۶–۶/۴ ۱۱۵–۸۲
* borderline

## معایب و فواید روش حاضر
روش آنزیماتیک گلوکز اکسیداز به عنوان روش حاضر رابطه خوبی با آزمایش نشان می‌دهد. این روش صحت و دقت بالایی را داراست. گرچه برخی اشکالات در اندیکاتور رنگی این روش وجود دارد که میزان تولید پراکسیداز هیدروژن را اندازه‌گیری می‌کند. این رنگ می‌تواند اکسیده شده و نتایج کاذب مثبت ایجاد نماید؛ بنابراین نتایج حاصل و روش‌های مختلف در مقایسه با این آزمایش بایستی کاملاً مقایسه گردند.
روش‌های اکسیداسیون احیا موارد کاذب زیادی به دلیل واکنش ترکیبات غیر گلوکزی نشان می‌دهند. (این روش حساسیت زیادی دارد) روش‌های تغلیظ نسبت به روش اکسیداسیون احیا حساسیت کم‌تری داشته، مضاف بر این که از معرف‌های خطرناکی در آن استفاده می‌شود (O - تولوئیدن)، روش‌های آنزیماتیک مقدار گلوکز واقعی را می‌سنجد، روش هگزوکیناز یک روش عالی، دقیق و مرجع بوده اما به دلیل گران و ناپایدار بودن شدید معرف‌ها در آزمایشگاه‌ها چندان عملی نیست؛ بنابراین روش گلوکز اکسیداز به ویژه با استفاده از Zn(OH)2 که باعث حذف اسید اوریک و کراتینین می‌شود، روش مناسبی خواهد بود. روش Polarographic برای گلوکز اکسیداز نسبت به گلوکز اکسیداز کالریمتریک روش برتری است که به صورت دستگاهی انجام می‌شود. معایب گلوکز اکسیداز کالریمتریک تداخل اسید اوریک در واکنش و شناساگر پراکسیداز می‌باشد. روش‌های آنزیمی هم به صورت دستی و هم اتوماتیک قابل انجام می‌باشند.